# Tomasz Radziewicz
Tomasz Radziewicz (ur. 1974 w Bartoszycach) – polski rzeźbiarz, rysownik.

## Życiorys
W latach 1990–1995 uczył się w Państwowym Liceum Plastycznym w Olsztynie. W latach 1995–2003 studiował na Wydziale Rzeźby Akademii Sztuk Pięknych w Gdańsku, dyplom w pracowni prof. Stanisława Radwańskiego w 2003. Laureat m.in. Ogólnopolskiego Konkursu na Małą Formę Rzeźbiarską i zdobywca nagrody Urzędu Miasta Gdańsk w 2001. Stypendysta Kunstakademii w Karlsruhe (Niemcy) w 1995. Autor pomników: Józefa Piłsudskiego w Gdańsku (2006), Jana Pawła II w Przemyślu (2007), Remusa w Kościerzynie, Kazimierza Deyny przed Stadionem Wojska Polskiego w Warszawie (2012), fontanny Neptuna na dziedzińcu Kwartału Kamienic w Gdańsku (2012).
Ważniejsze wystawy, plenery i nagrody (do 2004):
- 1990 "Młode Talenty", wystawa rysunku, Bartoszyce
- 1994 Plener rzeźbiarski, Olsztyn
- 1994 Plener rzeźbiarski, Bydgoszcz (wyróżnienie)
- 1995 Wystawa zbiorowa, BWA, Olsztyn
- 1995 Ogólnopolski konkurs na małą formę rzeźbiarską, Olsztyn  (wyróżnienie)
- 1996 Konkurs na pomnik ofiar w Stoczni Gdańskiej  (wyróżnienie)
- 1997 Plener rzeźbiarski, Rodowo
- 1998 Wystawa rzeźby, Karlsruhe (Niemcy)
- 2000 Plener rzeźby w lodzie, Zakopane (wyróżnienie)
- 2000 Plener rzeźbiarski, Lentzke (Niemcy)
- 2001 Wystawa rzeźby w galerii "Żak", Gdańsk
- 2001 Nagroda Miasta Gdańska dla Młodych Twórców
- 2002 Wystawa zbiorowa, "Po prostu człowiek", NCK, Gdańsk
- 2002 Wystawa indywidualna w Galerii BWA, Bielsko-Biała
- 2002 "Billboard wiejski" plener rzeźbiarski,  Rodowo
- 2002 Międzynarodowy plener rzeźbiarski, Kalmar (Szwecja)
- 2003 "Zostań Europejczykiem" happening w Rodowie
- 2003 "Unia w każdym domu" happening w Gdańsku
- 2003 "12072003" happening w Rodowie
- 2003 "Wiosna Młodych" wystawa zbiorowa,  Kartuzy
- 2003 "Galeria Rynek" wystawa indywidualna rysunku, Olsztyn
- 2004 Wystawa indywidualna w Gdańsku, rzeźba i rysunek
- 2004 "Rzeczywistość industrialna " plener w Rodowie
- 2004 "Die Beumeseule" plener w Opolu